# Поморово
Поморово (пол. Pomorowo, нім. Pomehren) — село в Польщі, у гміні Лідзбарк-Вармінський Лідзбарського повіту Вармінсько-Мазурського воєводства.
Населення — 100 осіб (2011).
У 1975-1998 роках село належало до Ольштинського воєводства.

## Демографія
Демографічна структура станом на 31 березня 2011 року:
|          | Загалом | Допрацездатний вік | Працездатний вік | Постпрацездатний вік |
| -------- | ------- | ------------------ | ---------------- | -------------------- |
| Чоловіки | 58      | 7                  | 51               | 0                    |
| Жінки    | 42      | 9                  | 26               | 7                    |
| Разом    | 100     | 16                 | 77               | 7                    |